# شاه‌توت‌کوب کاکلی
شاه‌توت‌کوب کاکلی (نام علمی: Paramythia montium) نام یک گونه از تیره شاه‌توت‌کوب نگارین است.